# El Cairo 678
El Cairo 678 (título original: 678) es una película egipcia de 2010 escrita y dirigida por Mohamed Diab. La película se enfoca en el acoso sexual al que son sometidas públicamente algunas mujeres en Egipto. La cinta fue premiada en el Festival Internacional de Cine de Dubái en 2010.

## Sinopsis
La película se centra en las vidas de tres mujeres de diferentes clases sociales que son acosadas públicamente en Egipto. Comienza con Fayza (Bushra), una empleada del gobierno de escasos ingresos económicos que es acosada en un taxi y un autobús (con el número 678) de camino a su trabajo. Cuando llega a casa, se resiste a los intentos de su marido de acostarse con ella y no explica por qué no desea tener sexo con él.
Luego se narra la historia de Seba, una diseñadora de joyas de clase media que es acosada por un grupo de hombres en un estadio, mientras que su esposo no puede comunicarse con ella para detener lo que le está sucediendo. Después de eso, su esposo no pudo soportar esta situación y ella se quedó sin nadie que la cuidara emocionalmente. 
Finalmente, la película se centra en Nelly, una comediante y empleada de un call center que es acosada verbalmente por uno de sus clientes por teléfono, así como físicamente mientras camina a casa cuando un conductor de camión la agrede. Cuando finalmente la deja, ella corre detrás del camión y no lo deja pasar hasta que ella y la multitud pudieron sacar al conductor y entregarlo a la policía. Nelly intenta presentar una demanda por acoso, pero el oficial de policía se resiste y la envía a otro precinto. Aparece después de eso en un programa de televisión, ya que fue la primera egipcia en presentar una denuncia por acoso.

## Reparto
- Bushra es Fayza.
- Nelly Karim es Seba.
- Maged El Kedwany es Essam.
- Nahed El Sebai es Nelly.
- Bassem Samra es Adel.
- Ahmed El Feshawy es el comisario.
- Omar El Saeed es Omar.
- Sawsan Badr es la madre de Nelly.
- Yara Goubran es Amina.
- Marwa Mahran es Magda.
- Moataz Al-Demerdash es él mismo.
- Amr Salah es el montador de la obra fílmica.
- Hany Adel - música

## Controversias
La película no ha estado exenta de controversias. El cantante de pop egipcio Tamer Hosny demandó a los productores por el uso de una de sus canciones en la película sin permiso.
El abogado Abdel Hamid Shabaan trató de impedir que la cinta fuera exhibida en el Festival Internacional de Cine de Dubái debido a su "errónea representación" de Egipto. El cineasta negó cualquier intención de difamar a Egipto, ya que cree que los temas narrados en la película son universales.
Mahmoud Hanfy Mahmoud, miembro de la Asociación de los Derechos Humanos solicitó que se prohibiera la película, ya que según él podría incitar a las mujeres a atentar contra los genitales masculinos con herramientas afiladas. Sin embargo, los realizadores argumentaron que la cinta no alentaba estas atrocidades, sino que simplemente documentaba la práctica de algunas mujeres que portaban tales herramientas a modo de defensa personal.